# Sagenocrinites
Sagenocrinites is een geslacht van uitgestorven crinoïde stekelhuidigen, dat leefde tijdens het Midden-Siluur. 
Tijdens het Siluur lag een met zee bedekt Groot-Brittannië, dat ondieper was in het zuiden en dieper in het noorden ten zuiden van de evenaar met een tropisch tot subtropisch klimaat. Daarom kunnen in het Verenigd Koninkrijk onder Silurische fossielen, zoals brachiopoden, trilobieten en graptolieten, koraalachtige organismen zoals Sagenocrinites worden gevonden.
Omdat deze soort behoort tot een geslacht van crinoïden dat zeer gevoelig is voor omgevingsinvloeden, kunnen hun versteende overblijfselen daarom worden gezien als indicatoren van de klimaatomstandigheden. Door een geologische wereldkaart te gebruiken, zullen deze fossielen helpen bij het creëren van een complex klimaatmodel, dat meer dan 400 miljoen jaar teruggaat tot de oude aarde. Met een hoge nauwkeurigheid zal het mogelijk zijn om de klimaatgeschiedenis van onze planeet te reconstrueren.

## Beschrijving
Deze zeelelie had een met veelhoekige kalkplaten bezette kelk met duidelijke groeilijnen en een ronde steel, die was samengesteld uit meerdere platte stengelleedjes (columnalia). De zeer wijde kroon had een ovale vorm. Het korte, vrije gedeelte van de armen was samengesteld uit een grote hoeveelheid kleine plaatjes. De normale kelkdiameter bedroeg ongeveer 2,5 centimeter.

## Leefwijze
Dit geslacht bewoonde turbulente wateren.